# Zjores Medvedev
Zjores Aleksandrovitsj Medvedev (Russisch: Жорес Александрович Медведев;) (Tiflis (Georgische SSR, Sovjet-Unie), 14 november 1925 - Londen, 15 november 2018) was een Sovjet-Russische agronoom, bioloog, historicus en dissident. Hij was de tweelingbroer van historicus Roj Medvedev.

## Biografie

### Jeugd
Zjores [de russificatie van Jaurès] werd samen met zijn tweelingbroer Roj geboren in het gezin van militair Aleksandr Romanovitsj Medvedev in Tiflis (Tbilisi). Zijn vader Aleksandr werd in 1926 student en vervolgens docent aan de Militair-Politieke Academie in Leningrad, maar werd in 1938 gearresteerd tijdens de Grote Zuivering en stierf in maart 1941 in een van de kampen aan de Kolyma. Het gezin verhuisde in 1939 naar Rostov aan de Don. Eind 1941 werden zij echter geëvacueerd naar Tbilisi.
In februari 1943 werd Zjores Medvedev opgeroepen voor het leger. Hij nam tijdens de Slag om de Kaukasus in mei 1943 deel aan de gevechten op het schiereiland Taman, waarbij hij ernstig gewond raakte. In september 1943 werd hij gedemobiliseerd.

### Begin van zijn wetenschappelijke carrière
Na de oorlog ging hij studeren aan de Moskouse Landbouwacademie Timirjazev, waar hij in mei 1950 afstudeerde aan de agrochemische faculteit. In december van dat jaar verdedigde hij zijn proefschrift over seksuele processen in planten en verkreeg hij de titel van kandidat (biologitsjeski) naoek.
Hij verkreeg daarop een aanstelling als junior-onderzoekswetenschapper aan de academie in de Botanische Tuin Nikita op de Krim. Na openlijk kritiek te hebben geleverd op de pseudowetenschappelijke methoden van Trofim Lysenko (het lysenkoïsme) werd hij echter ontslagen en keerde terug naar Moskou om er te gaan werken als hoofd agrochemie van de academie. In 1954 werd hij bevorderd tot senior-onderzoeker, waarna hij nog tot 1963 bij de academie bleef werken. Vanaf 1952 begon Medvedev zich bezig te houden met onderzoek rond veroudering met een focus op de omzetting van eiwitten en nucleïnezuren. In 1961 pibliceerde hij zijn eerste artikel waarin hij stelde dat veroudering het gevolg is van een opeenstapeling van fouten in de synthese van eiwitten en nucleïnezuren.

### Van wetenschapper tot dissident
In 1962 schreef Medvedev zijn boek Biologische Wetenschap en de Persoonlijkheidscultus over de geschiedenis van de Sovjetgenetica en met name over de controverses rond Lysenko. De krant Selskaja Zjizn ("Plattelandsleven") verklaarde de tekst lasterlijk, maar zijn boek werd op grote schaal verspreid als samizdat. Het gevolg was dat hij wederom werd ontslagen.
Hij trad daarop toe tot het Instituut voor Medische Radiologie van de Academie voor Medische Wetenschappen in Obninsk, waar hij werd aangesteld als hoofd over het laboratorium voor moleculaire radiobiologie. Hij publiceerde in deze jaren twee boeken, waarvan de Engelse vertalingen uitkwamen als Protein Biosynthesis and Problems of Heredity Development and Ageing ("Eiwitbiosynthese en problemen rond erfelijkheid en veroudering"; 1963; Engelse vertaling in 1965) en Molecular Mechanisms of Development ("Moleculaire ontwikkelingsmechanismen"; 1966; Engelse vertaling in 1968). Hij was tussen 1964 en 1971 tevens medeauteur van artikelen van zijn broer Roj Medvedev in het tijdschrift Polititsjeski devnik ("Politiek dagboek").
In 1969 werd Medvedev echter wederom ontslagen nadat zijn boek uit 1962 was gepubliceerd in de Verenigde Staten als The Rise and Fall van T.D. Lysenko.
De Russische historicus Jakov Rokitjanski schreef over dit boek: "Dit is een goed gedocumenteerde kroniek van de ontwikkeling van de biologie in ons land in de jaren 1930 en 1940, met inbegrip van de vernietiging van de genetica, de triomf van de pseudowetenschap en het bloedbad van uitmuntende wetenschappers, in het bijzonder academicus N.I. Vavilov."

### Opsluiting
In de jaren 1969-70 schreef Medvedev de boeken Internationale samenwerking van wetenschappers en nationale grenzen en Het geheim van correspondentie wordt beschermd door de wet waarin hij zijn kritiek beschreef op de beperkingen op wetenschappelijke samenwerking en op het reizen naar het buitenland, het censureren van de post en buitenlandse tijdschriften en boeken.
Nadat deze werken wederom op grote schaal in de Sovjet-Unie verspreid werden als samizdat onder wetenschappers, grepen de autoriteiten in. Medvedev werd gearresteerd en werd in mei 1970 onder dwang opgesloten in het psychiatrisch ziekenhuis van Kaloega met de verklaring dat hij aan schizofrenie zou leiden. Hij was daarmee een vroeg slachtoffer van officiële pogingen van de autoriteiten om de oppositie in de kiem te smoren door dissidenten in psychiatrische instellingen op te sluiten. Dit politiek misbruik van de psychiatrie zou in de jaren erop een handelsmerk worden van de Sovjet-Unie.
De autoriteiten hadden zich echter verkeken op de invloed van Medvedev. Er ontstond namelijk wereldwijd een storm van protest van gezaghebbende wetenschappers als Sacharov, Kapitsa, Tamm, Engelgardt, Astaurov en Semjonov, filmmaker Romm en schrijvers als Solzjenitsyn, Tvardovski, Tendrjakov, Kaverin en Doedintsev, die protesteerden tegen dit optreden van de autoriteiten. Spion Maclean schreef zelfs een persoonlijke brief naar het hoofd van de KGB, Joeri Andropov om zijn vrijlating te bewerkstelligen. Velen kwamen ook naar het psychiatrisch ziekenhuis om hem te bezoeken.
Medvedev werd daarop al na 3 weken weer vrijgelaten. Zijn ervaringen rond zijn gevangenschap zijn te lezen in het samen met Roj Medvedev geschreven boek Wie is er gek? (Engels: A Question of Madness), dat in 1971 in het Russisch en Engels werd uitgegeven in Londen. De zwaardere vervolging door de autoriteiten van Zjores Medvedev in vergelijking met zijn broer Roj wordt gewoonlijk verklaard uit zijn toespraken tegen wetenschapper Lysenko. Zoals Roj Medvedev later opmerkte: "Zjores beschouwde zichzelf ook als een dissident, niet met betrekking tot alle kwesties, maar alleen met betrekking tot de problemen rond de vrije ontwikkeling van de wetenschap".

### Carrière in het Westen
Eind 1970 kreeg Medvedev een baan als senior-wetenschapper bij het Instituut voor Fysiologie en Biochemie van landbouwdieren in Borovsk in oblast Kaloega. Verschillende verzoeken om een uitreisvisum werden ondertussen geweigerd door de autoriteiten.
In 1972 ontving Medvedev een uitnodiging van professor Arnold Burgen om voor een termijn van een jaar te werken op de afdeling genetica van het National Institute of Medical Research in Londen. In december van dat jaar verleende het management van het instituut in Borovsk Medvedev toch toestemming voor een vakantie van een jaar om de reis naar Londen te kunnen maken. Feitelijk kreeg hij daarmee toestemming om elders zijn carrière voort te zetten, waarmee de Sovjet-Unie van deze lastige dissident af was. In januari 1973 kwam Zjores Medvedev samen met zijn vrouw en jongste zoon naar Engeland en begon zijn werk aan het instituut.
In 1973 was hij een van de ondertekenaars van het Tweede Humanistisch Manifest. In augustus 1973 werd Zjores Medvedev per decreet van het presidium van de Opperste Sovjet van de Sovjet-Unie beroofd van het Sovjetburgerschap op beschuldiging van anti-Sovjet-activiteiten en werd zijn paspoort in beslag genomen.
In 1974 kreeg Medvedev van het National Institute for Medical Research Medvedev een permanente aanstelling als senior onderzoeker bij de afdeling genetica. Medvedev bleef in Londen en werkte tot zijn pensioen in 1990 als Senior Research Scientist bij het National Institute for Medical Research. Medvedev publiceerde ongeveer 170 onderzoeksartikelen en recensies, waarvan ongeveer 60 tijdens zijn verblijf in Londen. Hij staat bekend als de auteur van de theorie van veroudering als gevolg van de accumulatie van fouten in de synthese van eiwitten en nucleïnezuren. Medvedev werd lid van de American Gerontological Society en verschillende andere wetenschappelijke genootschappen.
Zjores Medvedev was de eerste die het bestaan bevestigde van de 'Noordse ramp' in 1960 en onthulde in 1976 als eerste details van het geheimgehouden kernongeval in de Oeral in 1957. Zijn artikel werd (hoewel de kernramp reeds bekend was bij de CIA) in het Westen echter belachelijk gemaakt door politieke voorstanders van kernenergie en de waterstofbom, die in zijn werk een bedreiging zagen voor de steun hiervoor. Zo deed de vader van het Engelse atoomprogramma John Hill zijn eerdere artikel hierover uit 1976 af als 'science fiction' en 'verzinsels' en als een 'Russisch complot' om het gebruik van kernenergie in het Westen te dwarsbomen en suggereerde Edward Teller in 1978 dat hij voor de KGB werkte. Medvedev schreef daarop het boek Nuclear Disaster in the Urals, dat in 1979 uitkwam in de VS en een standaardwerk op dit gebied vormde. Het werd vertaald in vele talen. In zijn boek wist Medvedev een indrukwekkende hoeveelheid schriftelijke bewijzen voor de ramp te verzamelen uit zowel de Sovjet-Unie als het Westen, die elke twijfel moesten wegnemen. De Nederlandse vertaling van het boek 'Kernramp in de Oeral' volgde in 1980.
Vanuit Londen gaf Medvedev samen met zijn broer het samizdatblad XX Century uit. Ook publiceerde hij in 1978 samen met zijn broer het boek Khrushchev: The Years in Power, alsook verschillende andere boeken in de loop der jaren.
In 1980 kreeg hij de Britse nationaliteit. In juni 1989 herkreeg hij zijn Sovjetburgerschap per decreet van de Opperste Sovjet, wat hem vervolgens ook recht gaf op een klein pensioen. Van 1990 tot 1992 nam hij deel aan de Radiobiologische Expeditie van de Russische Academie van Wetenschappen in de exclusiezone van Tsjernobyl.
Medvedev bleef in Engeland wonen, maar bezocht elk jaar het nieuwe Rusland. Ook na zijn pensionering in 1991 bleef hij schrijven en zette zijn journalistieke werk voort. Het laatste boek dat hij samen met zijn broer schreef was The Unknown Stalin in 2005.

## Onderscheidingen
Medvedev ontving verschillende wetenschappelijke onderscheidingen:
- van het Moskouse Genootschap van Naturalisten (1965)
- de bronzen medaille van Mendel (1970)
- gouden medaille van de Amerikaanse vereniging van biogerontologie (1984)
- Rene Schubert Prize in Gerontology (1985)

## Nederlandse vertalingen
- 1973: Wie is er gek?: hoe een Russisch geleerde in een psychiatrische kliniek belandde en hoe hij er weer uitkwam. Vertaling door Pieter de Smit uit het Russisch (Кто сумасшедший?, 1971). Amsterdam [etc.] : Paris/Manteau. 207 p. ISBN 9060061519
- 1974: Tien jaar na Ivan Denisovitsj. Vertaling door Pieter de Smit uit het Russisch (Десять лет после «Одного дня Ивана Денисовича», 1973). Brussel: Manteau. 165 p. ISBN 9022304450
- 1977: De glorietijd van Nikita Chroesjtsjov. Met Roj Medvedev. Vertaling door Susanne Lederer uit het Engels (Krushchev, the years in power, 1975). Brussel & Den Haag: Manteu. 238 p. ISBN 9022306313
- 1980: Kernramp in de Oeral: het verbijsterende verslag van een nucleaire catastrofe, die twintig jaar lang voor de wereld werd verzwegen.  Vertaling door Bram Rebers uit het Engels (Nuclear Disaster In The Urals, 1979). Amsterdam: Meulenhoff. 216 p. ISBN 9010028887
- 1987: Michail Gorbatsjov. Vertaling door Thomas Wintner uit het Engels (Gorbachev, 1986). Houten: De Haan. 308 p. ISBN 9026942990

- Bibsys: 90071630
- Biblioteca Nacional de España: XX1116133
- Bibliothèque nationale de France: cb11915427d (data)
- CiNii: DA00415651
- Gemeinsame Normdatei: 129023108
- Library of Congress Control Number: n79054186
- Nationale Bibliotheek van Letland: 000027831
- Bibliotheek van het Japanse parlement: 00449652
- Nationale Bibliotheek van Tsjechië: jo20010087071
- Nationale bibliotheek van Australië: 35989572
- Nationale Bibliotheek van Israël: 987007265253905171
- Nationale en Universitaire bibliotheek Zagreb: 000014505
- Nederlandse Thesaurus van Auteursnamen: 069573808
- Réseau des bibliothèques de Suisse occidentale: 02-A000112594
- Istituto Centrale per il Catalogo Unico: CFIV019316
- LIBRIS: 76228
- SNAC: w6fj2z4h
- Système universitaire de documentation: 02702119X
- Trove: 1175290
- Virtual International Authority File: 108271508
- WorldCat: E39PBJfcJb4W8J8Xv6cxVyR9Xd